# 金村康平
金村 康平（かねむら こうへい、1975年3月25日 - ）は、熊本県出身の元プロ野球選手（外野手）。

## 来歴・人物
九州学院高では主将を務め、通算116試合出場で打率4割11本塁打124打点。
1992年ドラフト4位で横浜ベイスターズに入団。入団当初は捕手登録であったが、強肩を活かし1995年に外野手へコンバートした。1999年に現役引退。
その後イギリスへ語学留学し経営学を学び、現在は熊本県宇土市でリサイクル関連会社カネムラエコワークスの3代目社長を務める。

## 詳細情報

### 年度別打撃成績
- 一軍公式戦出場なし

### 背番号
- 62 （1993年 - 1999年）